# Jonas Thorsen
Jonas Thorsen (Skæring, 19 aprile 1990) è un calciatore danese, centrocampista dell'Aarhus Fremad.

## Carriera

### Club
Ha giocato nella prima divisione danese.

### Nazionale
Ha giocato nelle nazionali giovanili danesi Under-19 ed Under-20.

## Palmarès

### Club

#### Competizioni nazionali
- 1. Division: 2

Horsens: 2021-2022
SønderjyskE: 2023-2024